# Scolomys ucayalensis
Scolomys ucayalensis és una espècie de mamífer rosegador de la família dels cricètids. Viu a altituds d'entre 200 i 800 msnm a l'oest del Brasil, el sud de Colòmbia, el nord-est de l'Equador i el nord-est del Perú. Es tracta d'un animal nocturn. Els seus hàbitats naturals són els boscos de plana i peu de mont. Algunes poblacions estan amenaçades per la desforestació que afecta l'Amazones.